# Hohenthurn
Hohenthurn (sl. Straja vas) is een gemeente in de Oostenrijkse deelstaat Karinthië, en maakt deel uit van het district Villach-Land.
Hohenthurn telt 826 inwoners.

## Bekende personen
- Franc Schaubach (Draschitz/Drašče, 3 december 1881 – Črnomelj, 6 augustus 1954), Sloveens jurist en politicus

Afritz am See · Arnoldstein · Arriach · Bad Bleiberg · Feistritz an der Gail · Feld am See · Ferndorf · Finkenstein am Faaker See · Fresach · Hohenthurn · Nötsch im Gailtal · Paternion · Rosegg · St. Jakob im Rosental · Stockenboi · Treffen am Ossiacher See · Velden am Wörther See · Weißenstein · Wernberg
- Gemeinsame Normdatei: 4998662-4
- Virtual International Authority File: 235701081